# Verbogener Milchling
Der Verbogene Milchling (Lactarius flexuosus) ist eine Pilzart aus der Familie der Täublingsverwandten (Russulaceae). Es ist ein mittelgroßer bis großer Milchling mit gräulich bis bräunlichem, dickfleischigem Hut, ziemlich entfernt stehenden Lamellen und einem sehr scharfen Geschmack. Die Fruchtkörper des ungenießbaren Milchlings erscheinen von Ende Juli bis Anfang November.

## Merkmale

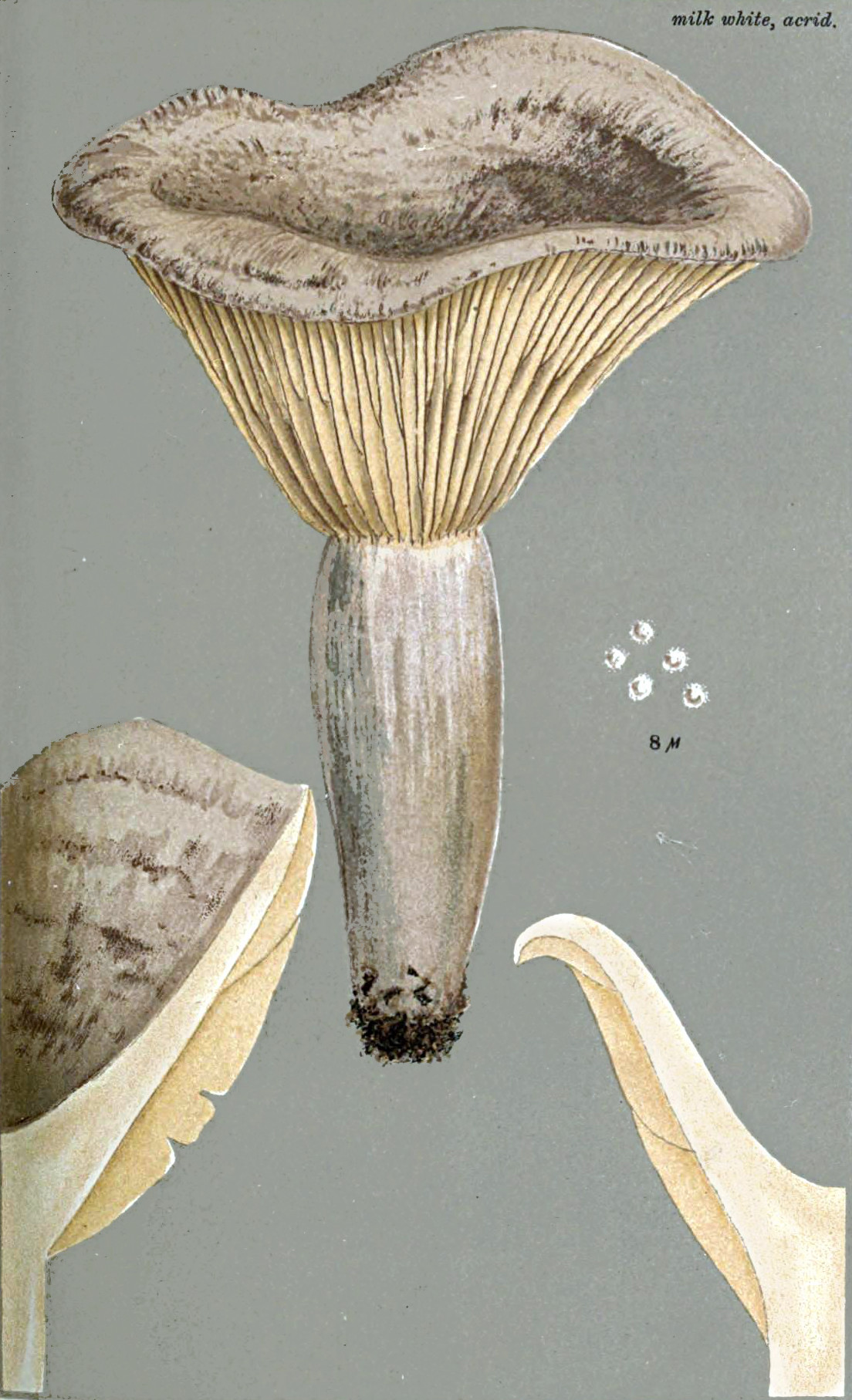
Künstlerische Darstellung

### Makroskopische Merkmale
Der Hut ist 3–11 cm breit, zuerst gewölbt, dann abgeflacht und in der Mitte niedergedrückt, wobei der Rand mehr oder weniger eingebogen ist. Später ist der Hut zunehmend niedergedrückt und der Rand allmählich ausgebreitet und oft unregelmäßig verbogen. Die trockene Hutoberfläche ist glatt, matt und jung bereift und mit zunehmendem Alter manchmal rissig oder im Zentrum leicht schuppig. Im feuchten Zustand wird sie klebrig und glänzend. Der graue bis rauchgraue, rosagraue bis violettbräunliche, lehm-ockerfarbene oder beige Hut ist in der äußeren Hälfte oft dunkler gezont.
Die ziemlich entfernt stehenden Lamellen sind am Stiel angewachsen oder laufen leicht daran herab. Sie sind ziemlich breit, dick und spröde und in Stielnähe manchmal gegabelt. Jung sind sie hell cremefarben, später rötlich-ocker. Das Sporenpulver ist blass cremefarben.
Der zylindrische oder sich nach unten verjüngende Stiel ist 1,8–6 cm lang und 0,7–4 cm breit. Seine Oberfläche ist glatt oder leicht uneben bis schwach aderig-rillig. Er ist trocken, jung weißlich bis cremefarben mit leichtem Lilaton und bereift, später mehr lilagrau, oft blass mausgrau meliert und zur Basis hin ockergelb oder mit cremefarbenen Flecken.
Das weiße bis cremefarbene Fleisch ist fest, im Hut dick und im Stiel voll oder ausgestopft. Es schmeckt fast sofort sehr scharf und riecht schwach fruchtig-sauer. Die weiße, unveränderliche und reichlich fließende Milch schmeckt sofort sehr scharf.

### Mikroskopische Merkmale
Die fast runden bis elliptischen Sporen sind durchschnittlich 7,1–7,8 µm lang und 5,8–6,2 µm breit. Der Q-Wert (Quotient aus Sporenlänge und -breite) ist 1,10–1,35. Das Sporenornament ist 0,5–1 µm hoch und besteht aus Warzen und Graten. Diese sind oft verzweigt oder über dünne Linien verbunden und bilden vereinzelt geschlossene Maschen. Isolierte, oft verlängerte Warzen sind ziemlich zahlreich, der Hilarfleck ist im äußeren Teil mehr oder weniger amyloid.
Die selten 2-, meist 4-sporigen und mehr oder weniger keulenförmigen Basidien sind 40–55 µm lang und 8,5–10,5 µm breit. Die spindelförmigen bis lanzettlichen Pleuromakrozystiden sind ziemlich zahlreich und messen 50–90 × 7,5–11 µm. Auf der Lamellenschneide sitzen zahlreiche, spindelige bis zylindrische Cheilomakrozystiden und vereinzelte Basidien. Die Cheilomakrozystiden sind 30–70 µm lang und 6–8 µm breit und laufen nach oben hin spitz zu. Bisweilen ist die Spitze auch perlenkettenartig (moniliform) eingeschnürt.
Die Huthaut (Pileipellis) ist eine 50–100 µm dicke Ixocutis aus mehrheitlich parallel liegenden, 2–5 µm breiten und mehr oder weniger gelatinierten Hyphen.

## Artabgrenzung
Der Rosagezonte Milchling (Lactarius roseozonatus) sieht dem Verbogenen Milchling sehr ähnlich. Er unterscheidet sich durch den weniger deutlich gezonten Hut und die gedrängter stehenden und mitunter gefleckten Lamellen. Diese Art wird heute meist nur noch als Varietät des Verbogenen Milchlings aufgefasst, da sich die beiden Arten mikroskopisch kaum unterscheiden.
Auch der Nordische Milchling (Lactarius trivialis) kann recht ähnlich sein und kommt an ähnlichen Standorten vor. Dieser hat aber bei Feuchtigkeit einen sehr schleimigen Hut und Stiel und ist selbst trocken immer etwas klebrig. Mikroskopisch unterscheidet er sich durch die deutlich größeren Sporen und eine völlig anders aufgebaute Huthaut.

## Ökologie
Der Milchling ist ein Mykorrhizapilz, der bevorzugt mit Fichten eine Symbiose eingeht, aber auch Birken und Kiefern können als Wirt dienen. Eventuell kann er auch mit Pappeln vergesellschaftet sein.
Man findet den Milchling daher bevorzugt in Fichtenwäldern, sowie unter eingestreuten Fichten, Birken oder Kiefern in Buchen- und Hainbuchen-Eichenwäldern auf mäßig trockenen, basen- und nährstoffarmen, grasigen oder moosigen Böden. Auch auf Waldwegen, an Waldrändern, auf -lichtungen und gelegentlich in Parkanlagen kann man ihn finden. Die Fruchtkörper erscheinen von Ende Juli bis Anfang November.

## Verbreitung

Verbreitung des Verbogenen Milchlings in Europa. Grün eingefärbt sind Länder, in denen der Milchling nachgewiesen wurde. Grau dargestellt sind Länder ohne Quellen oder Länder außerhalb Europas.

Der Verbogene Milchling ist in Nordamerika (USA) und Europa verbreitet. In Westeuropa wurde er in Frankreich, den Beneluxstaaten und Großbritannien nachgewiesen, in Mittel- und Südeuropa findet man ihn vorwiegend in und um die Alpen und Karpaten herum. In Fennoskandinavien ist er recht unterschiedlich verbreitet, während er in Dänemark und Norwegen recht selten ist, ist er im südlichen und mittleren Schweden und Finnland häufig.
In Deutschland ist der Milchling von der Küste bis ins Alpenvorland unregelmäßig und sehr lückig gestreut verbreitet und in der Schweiz ist er nicht häufig.

## Systematik
Der Verbogene Milchling wurde erstmals 1801 von Hendrik Persoon als Agaricus lactifluus flexuosus beschrieben, und 1821 durch E.M. Fries als Agaricus flexuosus Pers.: Fr. sanktioniert. Im gleichen Jahr stellte ihn der britische Botaniker und Pharmakologe Samuel Frederick Gray als Lactarius flexuosus (Pers. ex: Fr.) Gray in die Gattung Lactarius, sodass der Milchling seinen heute gültigen Artnamen erhielt. Auch wenn es zweifelhaft ist, ob Persoons ursprüngliche Diagnose von Agaricus lactifluus flexuosus sich auf die heutige Art bezieht, ist Fries Beschreibung in voller Übereinstimmung mit der heutigen Auffassung der Art.
Das lateinische Artattribut "flexuosus" bedeutet gekrümmt und bezieht sich auf den arttypisch verbogenen Hutrand.

### Infragenerische Systematik
Der Milchling wird von Basso in die Untersektion Pyrogalini gestellt, die ihrerseits in der Sektion Glutinosi steht.
Die Vertreter der Untersektion haben graue, graubräunliche, selten olivfarbene, trockene oder schmierige Hüte. Das Sporenpulver ist gewöhnlich cremefarben.

### Unterarten und Varietäten
- Russula flexuosus var. roseozonatus  H. Post (1863)

Die Varietät wurde von Britzelmayr 1885 zur Art erhoben, wird aber heute von den meisten Autoren als bloße Varietät angesehen, die sich im Wesentlichen durch den gezonten und mehr oder weniger stark weinrosa getönten Hut unterscheidet.
Der Hut ist auffallend fleischig, 6–10 cm breit und auf cremerosa bis lila getöntem Grund diffus graurosa gezont. Die Lamellen stehen recht entfernt und sind blass cremefarben. Der 1–2 cm dicke Stiel ist mit 2–5 cm Länge ziemlich kurz. Er ist ähnlich wie der Hut gefärbt und am Hutansatz in Fortsetzung der Lamellen leicht gestreift. Das Fleisch ist blass und die Milch scharf und unveränderlich. Die Sporen messen 8 × 7 µm und sind gratig bis netzig ornamentiert. Der Milchling wächst unter Laubbäumen, aber auch unter Kiefern. Die Varietät ist in Deutschland sehr selten.

## Bedeutung
Der scharf schmeckende Milchling ist nicht essbar.